# Gn (digramme)
Cette page contient des caractères spéciaux ou non latins. S’ils s’affichent mal (▯, ?, etc.), consultez la page d’aide Unicode.
Pour les articles homonymes, voir GN.
Gn (minuscule gn) est un digramme de l'alphabet latin composé d'un G et d'un N.

## Linguistique
- En romanche, en français et en italien, le digramme « gn » correspond généralement à [ɲ]. En français moderne, il est parfois prononcé [nj].

## Représentation informatique
Comme la majorité des digrammes, il n'existe aucun encodage de Gn sous un seul signe, il est toujours réalisé en accolant un G et un N.